# 黄鹄显
黄鹄显（1914年—1986年4月18日），福建省上杭县蓝溪镇岐滩村人。中国人民解放军开国少将。

## 生平
1931年3月参加红军，1931年入党。1932年入彭杨红军学校学习，毕业后任红十二军第34师101团连政治指导员，红十二军独立团连长，红军总司令部一局作战科参谋。1935年9月随红军总部留在红四方面军，任红四方面军总指挥部作战科长、红三十军参谋长（代军长程世才，政委李先念，政治部主任李天焕）。
抗战时期任八路军总部特务团长（团政委谢振华，参谋长尹先炳）。陕甘宁边区造币厂副厂长。军委经济建设部企业处长，1942年任陕甘宁晋绥联防军司令部作战科科长（参谋主任）。1943年9月入中共中央党校二部学习。
解放战争时期，任热河纵队参谋长，冀察热辽军区独立第2旅副旅长，热河省军区代参谋长，冀察热辽军区独立第13旅旅长，1947年8月东北民主联军第八纵队参谋长（司令员黄永胜，政委刘道生，政治部主任邱会作），第四野战军第四十五军第134师师长。
1950年2月调任战车第一师师长。1951年5月任中国人民志愿军装甲兵指挥所指挥员、坦克第一师师长。1952年被定为准军级干部。1952年7月任军委装甲兵副参谋长。1956年8月入南京军事学院装甲兵系高速二班学习。1958年5月毕业后任装甲兵学院副院长、院长兼党委书记。1979年12月任湖南省国防工办副主任。军委装甲兵顾问、顾问组组长。
1956年3月授予中国人民解放军少将。